# きりきり舞
きりきり舞（きりきりまい、1992年12月24日 - ）は、日本の漫画家。男性。
作品に『歌のお姉さんだってHしたい〜こんな顔、TVの前のみんなには見せられないよ…』（ギリギリ舞名義）がある。
ペンネームの由来は『NARUTO -ナルト-』に登場するキャラクター・テマリの「口寄せ・斬り斬り舞」から来ている。もともとは「斬々舞」として同人活動を行っていたが、読みやすさを重視し、商業では「きりきり舞」という名前を使っている。

## 来歴
神奈川県出身。2016年、横浜国立大学教育学部卒業。同年『ブレイキンガールズ!』でデビュー。
別に、成人向け漫画を執筆する「ギリギリ舞」の名義がある。

## 作品リスト

### きりきり舞名義
- ブレイキンガールズ!（『まんがタイムきららフォワード』2017年9月号 - 2018年8月号[8]、全2巻、まんがタイムKRコミックス刊）
- 青春ハイカロリーズ（『まんがライフオリジナル』2018年8月号[9] - 10月号） - 3号連続掲載[9]
- まるゆの湯（『アルファポリス』2019年12月23日 - 2020年2月24日、2021年9月20日 - 2023年3月21日、全2巻、アルファポリスCOMICS刊）
- キヌちゃんの更衣室（『comipo』・『DLsite comipo』独占先行配信 2024年8月20日[10] - ）※月1連載[10]

### ギリギリ舞名義
- 歌のお姉さんだってHしたい〜こんな顔、TVの前のみんなには見せられないよ…（『ComicFesta』ほか2020年8月31日 - 連載中）

### アンソロジー
- バレットガールズ2 電撃コミックアンソロジー（2016年6月27日発売[11]） - 斬々舞名義
- 艦隊これくしょん -艦これ- 電撃コミックアンソロジー 佐世保鎮守府編12（2016年7月27日発売[12]） - 斬々舞名義
- けものフレンズ 電撃コミックアンソロジー ジャパリバス編（2017年6月27日発売[13]、電撃コミックスNEXT） - 漫画、きりきり舞名義[13]
- たわわなおっぱいは好きですか? 巨乳少女 アンソロジーコミック4（2018年7月27日発売[14]） - きりきり舞名義
- ご注文はうさぎですか? ラビットハウスアンソロジー 〜coffee break〜（2017年11月9日発売[15]） - きりきり舞名義
- ドールズフロントライン 電撃コミックアンソロジー4（2020年1月27日発売[16] - きりきり舞名義